# Ohrazenice (Jaroměřice nad Rokytnou)

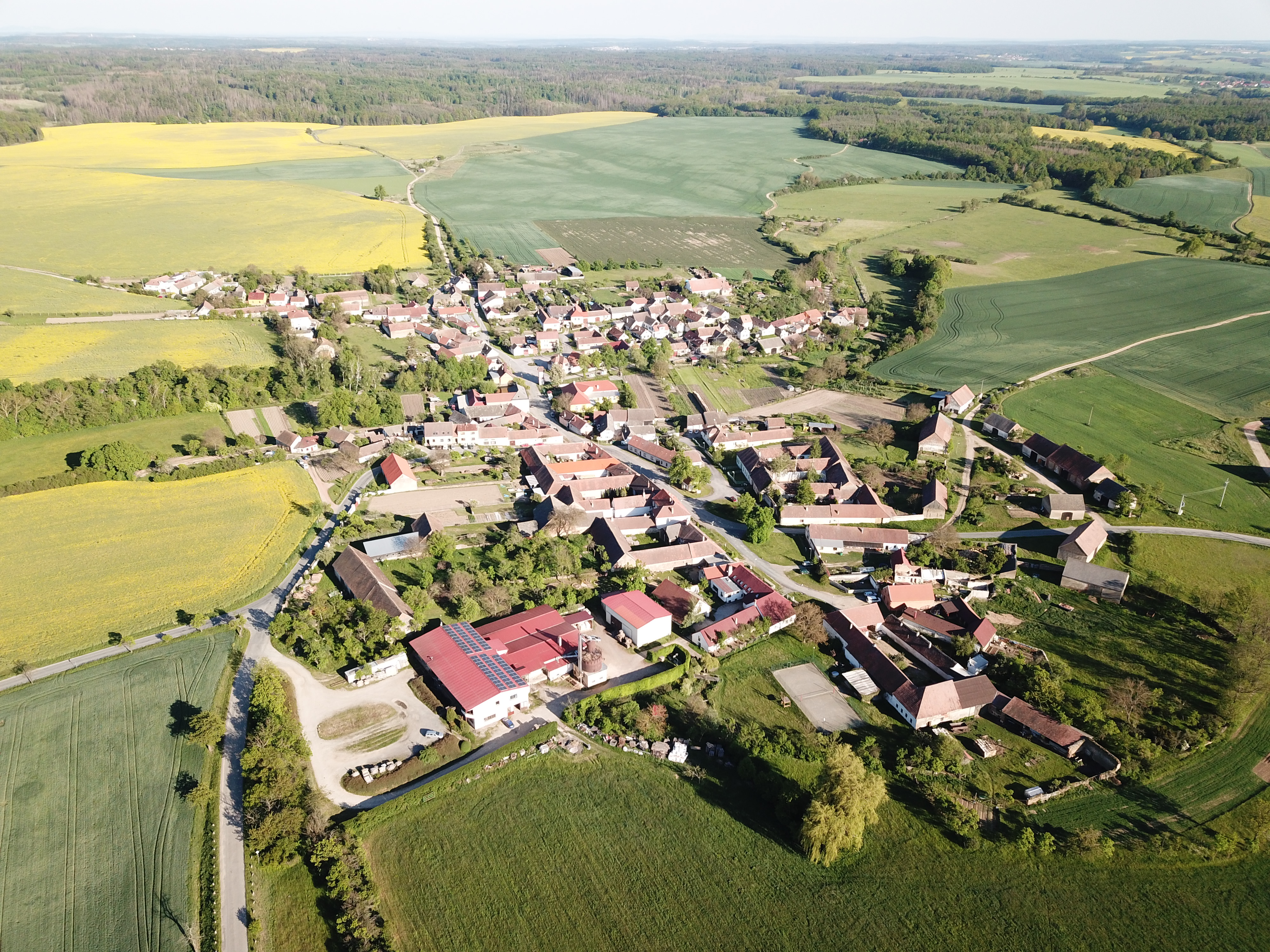

Ohrazenice (2. pád do Ohrazenice, 6. pád v Ohrazenici; dříve též Ohrazděnice, německy Wohrazenitz) je vesnice, místní část Jaroměřic nad Rokytnou. Ve vesnici žije 184 obyvatel.

## Geografická charakteristika
Zastavěné území místní části Ohrazenice je od zastavěného území místní části Jaroměřic nad Rokytnou vzdáleno 5 km. Nadmořská výška Ohrazenice se pohybuje mezi 410–425 m n. m.
Od severovýchodu k jihozápadu protéká Ohrazenicí potok Nedvědka, sbírající vody dílem v Blatnici, dílem ve Špitálském lese jižně od Jaroměřic. Než vteče do obce, soustřeďuje Nedvědka své vody v rybníce Skalka. Nedvědka vytváří u Ohrazenice a kolem ní nepříliš výrazné údolí. Kopce na východ i na západ od obce vystupují do výše až 450 m. Nedvědka pak teče na jih až jihovýchod a vlévá se do Nedveky. Nedveka pak spěje dál na jih a východ a vlévá se do Jevišovky.
Silnice č. III/15231 spojuje Ohrazenici s Jaroměřicemi, silnice č. III/15230 s Blatnicí a silnice č. III/15229 s Hostimem.

## Historie
Podobně jako u Vacenovic, tak i u Ohrazenice je archeologickými nálezy doloženo osídlení lidu moravské malované keramiky i osídlení doby pozdější (hradištní).
Poprvé je Ohrazenice zmíněna k roku 1407. Od 15. století již byly součástí jaroměřického panství: Ohrazenice je uvedena v seznamu zboží, které dal Vladislav II. alodem Václavu z Ludanic, moravskému podkomoří a nejvyššímu sudímu.
V roce 1843 se uvádí počet 362 obyvatel a 58 domů.
Ohrazenice byla elektrifikována v roce 1930 Západomoravskými elektrárnami (ZME). Jednotné zemědělské družstvo bylo zřízeno roku 1957.

Pohledy z Ohrazenice
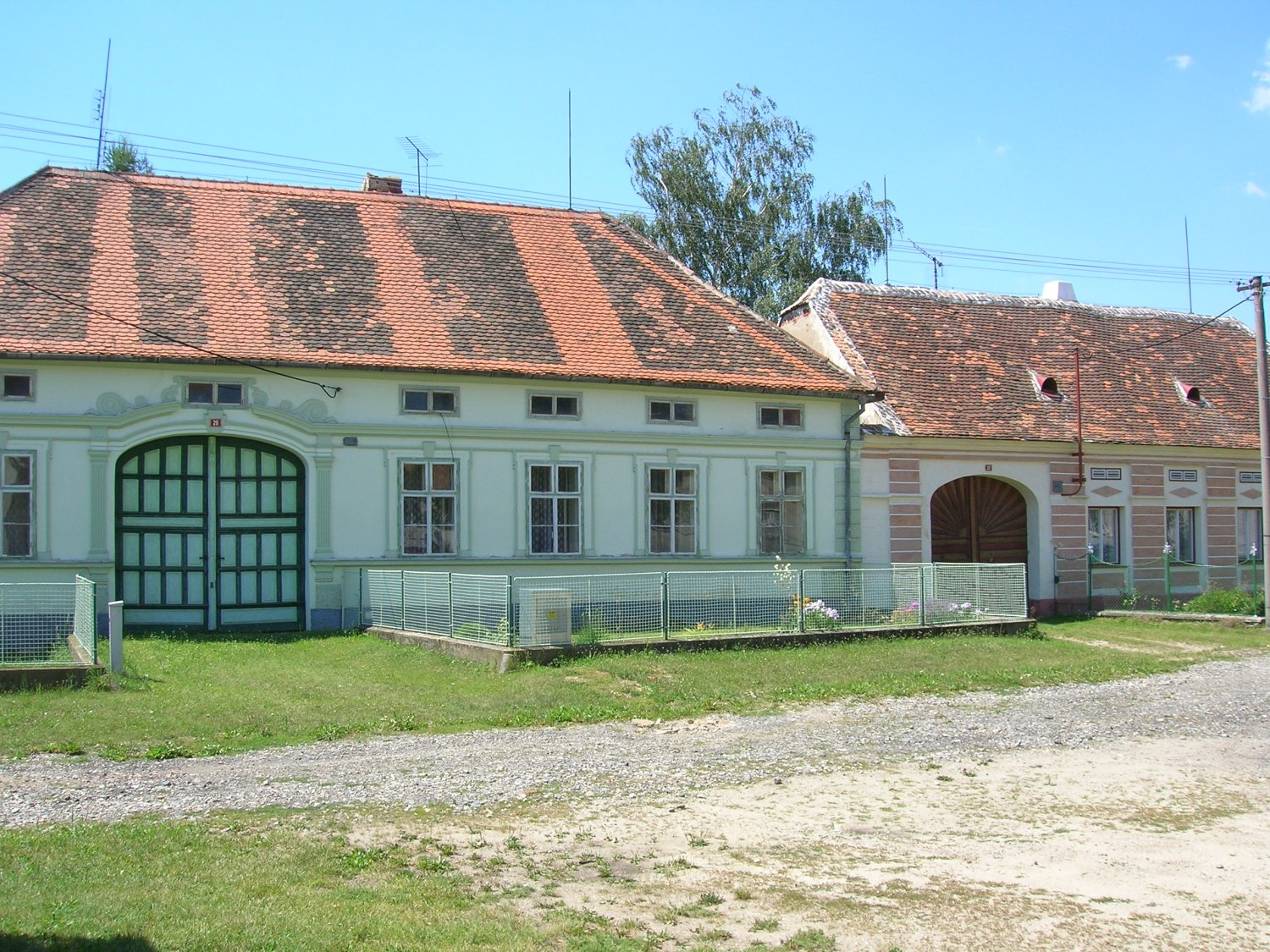
Selská stavení na návsi
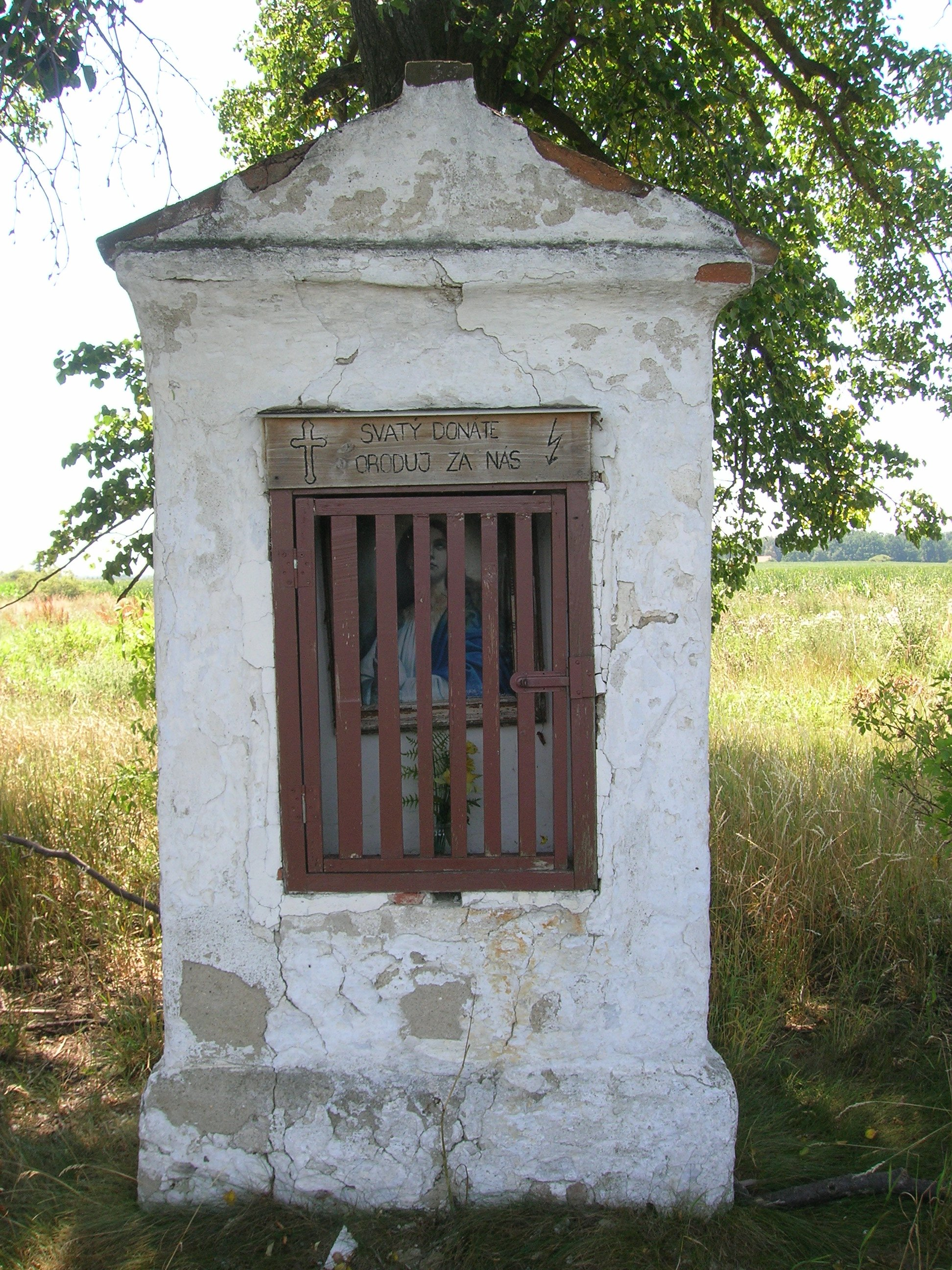
Poklona sv. Donáta
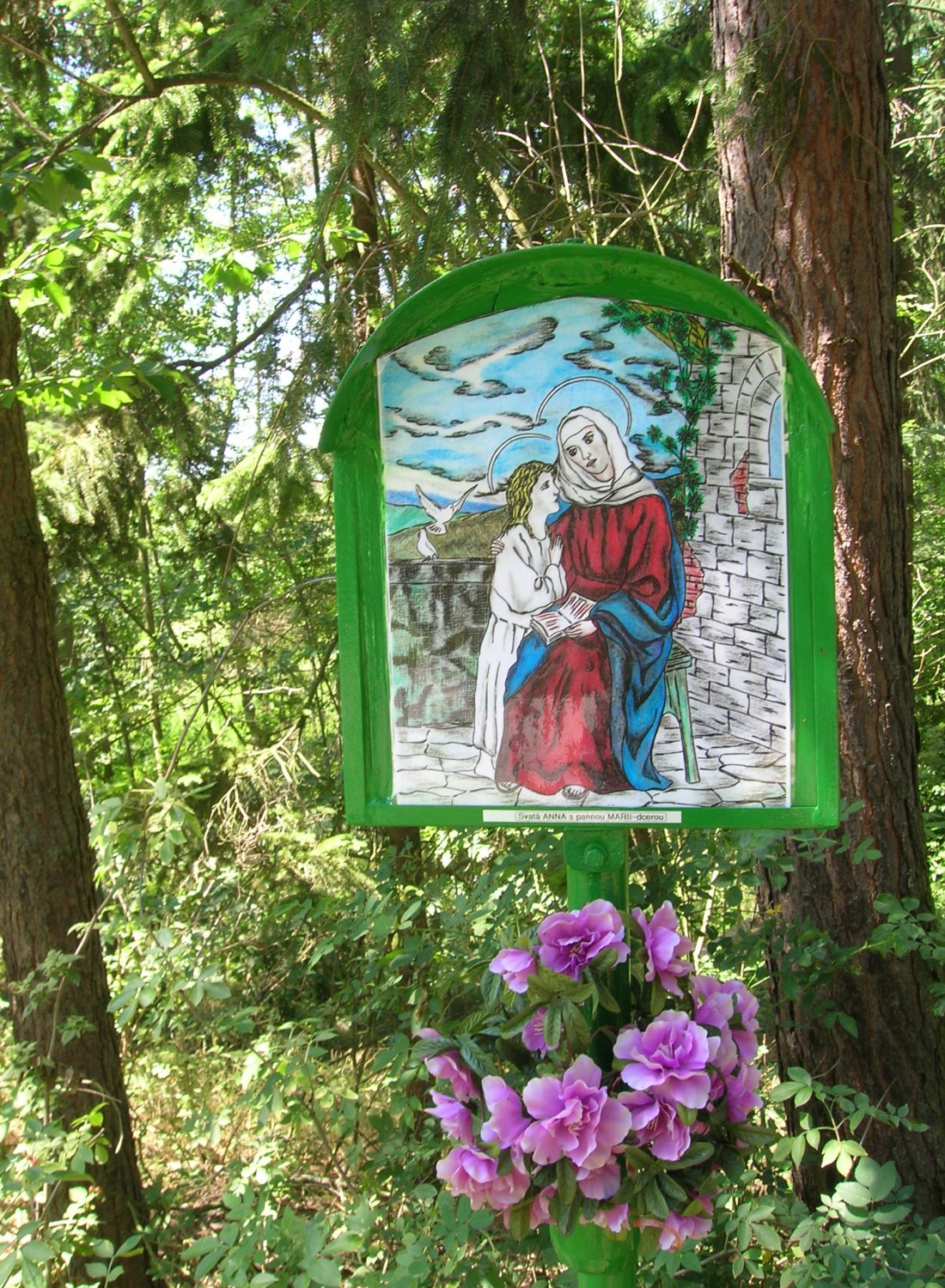
Novodobý svatý obrázek

## Pamětihodnosti
- kaple sv. Víta – kaple byla postavena v roce 1787, v roce 1788 získala oltář ze zrušené kaple sv. Víta v Lukově. V roce 1942 byl z kaple rekvírován zvon, ale ten se navrátil v roce 1945.[8]

## Osobnosti
- Eliška Česneková (1902–?), právnička a notářka
- Ludmila Soukupová rozená Kovárníková (5. ledna 1912 – 24. října 1942) a Marie Kovárníková (16. února 1914 – 24. října 1942), popravené v Mauthausenu nacisty za to, že pomohly československým parašutistům z výsadku Antrhopoid při plánování útoku na R. Heydricha.